# Церква Святого Архистратига Михаїла (Уляники)
Церква Святого Архистратига Михаїла — руїни православного (УПЦ МП) храму у селі Уляники Кагарлицького району Київської області.

## Історія храму
Дата будівництва першої церкви у селі (первісно воно називалося Гуляники) невідома. На місці цієї першої церкви, як було зазначено у візитах 1740 та 1746 років, 1720 року було збудовано дерев'яний двоверхий храм «дранню покритий», а дзвінция - очеретом. На дзвіниці знаходилося 2 дзвони громадських, а один капланський Михайла Родзановського, з підписами батька й матері його, Андрія та Параскеви. Замість цієї церкви 1768 року було збудовано новий дерев'яний храм. Він належав до найбіднішого 7-го класу..
1882 року кількість парафіян становила 381 чоловіка та 380 жінок, також у селі було 12 католиків та 10 євреїв. Церква належала до 7 класу, маючи трохи більше 38 десятин землі. У церковно-парафіяльній школі навчалось 20 хлопчиків та 5 дівчаток. Настоятелем тоді був С. Ковальський.
1909 року настоятелем храму було призначено 47-річного Анастасія Йосиповича Татарова, щойно рукоположеного у священики. Йому судилося стати будівничим нової церкви. Стара церква, вочевидь, вже була занепалою, адже 1910 року новий настоятель закладає у селі новий великий цегляний храм — рідкість для тогочасного села. 1912 року новозбудовану церкву було освячено. Храм було збудовано із якісної жовтої цегли. Архітектурно він був дещо схожий на церкву у селі Македони. Архітектурно храм був типовим для того часу — псевдорсоійський (синодальний) стиль із елементами неовізантійського.
1913 року кількість парафіян нового храму становила 625 чоловіків та 604 жінки, також у селі машкало 3 католика. Одночасно із церквою 1912 року було збудовано будинок для свщеника та служби. При храмі діяла 1-класна церковно-парафіяльна школа.
Метричні книги, клірові відомості, сповідні розписи церкви св. Михаїла с. Гуляники Київського пов. Київської губ. зберігаються в ЦДІАК України. http://cdiak.archives.gov.ua/baza_geog_pok/church/huly_005.xml [Архівовано 3 березня 2022 у Wayback Machine.]
У радянський час храм було закрито, а на початку 1980-х років місцева влада вирішила знищити старий храм. У храм було закладено снаряди та частково підірвано. На щастя, храм повністю знищено не було (залишилася вівтарна частина без даху та 2 стовпи головного об'єму). Перебудова і проголошення Незалежності Україною завадили повністю знищити храм. У селі відродилася православна громада (нині служби здійснюються у пристосованому приміщкенні неподалік старої церкви).
Руїни храму розчищено від порослів та чагарників, на місці престолу встановлено хрест.
Храм потребує відбудови та пам'яткоохоронного статусу